# Erik Odhelius
Erik Odhelius eller  Ericus Haquini Odhelius Westrogothus, född 21 april 1620 i Ods prästgård, Västergötland, död 31 juli 1666 i Hamburg, var professor i teologi vid Uppsala universitet.
Erik Odhelius var son till kyrkoherden Haqvinus Laurentii och hans hustru Tolla Toresdotter som enligt Gabriel Anrep härstammade från gammal Västgötaadel. Erik Odhelius farfar Laurentius Laurenttii undertecknade Uppsala mötes beslut. Erik Odhelius morbror hade adlats Ollonberg och hans syster var stammoder till ätten Odencrantz.
Odhelius inskrevs vid Uppsala universitet 1636, prästvigdes tre år senare, och blev filosofie magister 1646. Efter en tids utlandsvistelse, bland annat som legationspredikant i Paris, utsågs Odhelius till adjunkt vid den teologiska fakulteten i Uppsala. Därefter företog han ännu en resa utomlands för att studera orientaliska språk och apologetik och återvände till Sverige 1651.
Han utnämndes till teologie doktor 1652 och till professor samma år, dock promoverades han inte förrän 1656. Samma år övertog han också Börje prebende. Fyra år senare blev han även präst i Danmarks församling. Åren 1663-1665 var han inspektor för Västgöta Nation i Uppsala. 1663 förordnades Odhelius att för kungens räkning vederlägga Johannes Elai Terserus och Johannes Matthiæ Gothus skrifter, vilket ledde till att båda två avsattes från sina ämbeten.
På grund av ohälsa tvingades Odhelius 1664 till ytterligare en utlandsvistelse vid olika kurorter och trots kallelse till pastor primarius i Stockholm 1665 kom han inte tillbaka till Sverige, utan dog i Hamburg 1666. Han är begravd i Uppsala domkyrka med en latinsk epitaf på svart marmor.
Odhelius räknades till sin tids mest lärda män, både inom teologi och orientalistik, samt som en duktig poet. Han utgav en kommentar om augsburgska bekännelsen.
1652 gifte sig Odhelius med Margaretha Laurelia, som enligt Anrep både kunde skriva och tala latin. Hon var dotter till professor och biskopen Olaus Laurelius och Margaretha Kenicia, som var dotter till ärkebiskop Petrus Kenicius och tillhörde Bureätten. Sedan Odhelius avlidit gifte sig änkan om med Nicolaus Johannis Rudbeckius, i vars hem hans barn växte upp. Odhelius son Eric adlades Odelstjerna. Dottern Margareta gifte sig med ärkebiskop Erik Benzelius d.ä. och dottern Katarina var först gift med lektorn i Västerås Johannes Rudbeckius och sedan med Carl Henriksson, adlad Odelström.